# CD86
CD86 (англ. CD86 molecule) – білок, який кодується однойменним геном, розташованим у людей на короткому плечі 3-ї хромосоми.  Довжина поліпептидного ланцюга білка становить 329 амінокислот, а молекулярна маса — 37 682.
| 10         |  | 20         |  | 30         |  | 40         |  | 50         |
| ---------- |  | ---------- |  | ---------- |  | ---------- |  | ---------- |
| MDPQCTMGLS |  | NILFVMAFLL |  | SGAAPLKIQA |  | YFNETADLPC |  | QFANSQNQSL |
| SELVVFWQDQ |  | ENLVLNEVYL |  | GKEKFDSVHS |  | KYMGRTSFDS |  | DSWTLRLHNL |
| QIKDKGLYQC |  | IIHHKKPTGM |  | IRIHQMNSEL |  | SVLANFSQPE |  | IVPISNITEN |
| VYINLTCSSI |  | HGYPEPKKMS |  | VLLRTKNSTI |  | EYDGVMQKSQ |  | DNVTELYDVS |
| ISLSVSFPDV |  | TSNMTIFCIL |  | ETDKTRLLSS |  | PFSIELEDPQ |  | PPPDHIPWIT |
| AVLPTVIICV |  | MVFCLILWKW |  | KKKKRPRNSY |  | KCGTNTMERE |  | ESEQTKKREK |
| IHIPERSDEA |  | QRVFKSSKTS |  | SCDKSDTCF  |  |            |  |            |

A: Аланін

C: Цистеїн

D: Аспарагінова кислота

E: Глутамінова кислота

F: Фенілаланін

G: Гліцин

H: Гістидин

I: Ізолейцин

K: Лізин

L: Лейцин

M: Метіонін

N: Аспарагін

P: Пролін

Q: Глутамін

R: Аргінін

S: Серин

T: Треонін

V: Валін

W: Триптофан

Кодований геном білок за функціями належить до рецепторів клітини-хазяїна для входу вірусу, рецепторів. 
Задіяний у таких біологічних процесах як адаптивний імунітет, імунітет, взаємодія хазяїн-вірус, поліморфізм, альтернативний сплайсинг. 
Локалізований у клітинній мембрані, мембрані.